# Contea di Pierce (Nebraska)
La contea di Pierce (in inglese Pierce County) è una contea dello Stato del Nebraska, negli Stati Uniti. La popolazione al censimento del 2000 era di 7 857 abitanti. Il capoluogo di contea è Pierce.